# 附属中学前駅
附属中学前駅（ふぞくちゅうがくまええき）は、長野県長野市大字南堀にある長野電鉄長野線の駅。駅番号はN9。

## 歴史
- 1985年（昭和60年）3月14日：開業[1]。
- 2012年（平成24年）2月1日：駅員配置時間が信州大学教育学部附属長野小学校と特別支援学校の登校日の7:20から16:30までとなり、土休日および両学校の長期休み期間の平日は終日駅員無配置となる。
- 2019年（令和元年）10月1日：この日をもって終日無人駅となる[2][注釈 1]。

## 駅構造
単式ホーム1面1線を有する地上駅。かつては有人駅であったが、現在は無人駅である。
信州大学教育学部附属長野中学校および同附属特別支援学校と同附属小学校の敷地の間にあり、駅舎とホームは附属中学校と附属特別支援学校の敷地側に位置している。附属小学校側へは駅舎脇にある跨線橋「ゆめのかけはし」からアクセスできる。

## 利用状況
近年の一日平均乗車人員の推移は下表のとおり。
長野電鉄の普通列車しか止まらない駅では最多である。駅名の由来となった信州大学教育学部附属長野中学校の生徒のほか、同附属長野小学校や同附属特別支援学校の児童・生徒を中心に定期通学者が多く、A特急停車駅の権堂駅、小布施駅、湯田中駅、B特急停車駅の市役所前駅、朝陽駅よりも利用者は多い。このため平日朝夕の通学時間帯には多くの児童・生徒で混雑するものの、それ以外の時間帯や授業のない土休日は閑散としている。
| 年度   | 一日平均 乗車人員 |
| ------ | ----------------- |
| 2005年 | 1,266             |
| 2006年 | 1,236             |
| 2007年 | 1,296             |
| 2008年 | 1,230             |
| 2009年 | 1,155             |
| 2010年 | 1,110             |
| 2011年 | 1,086             |
| 2012年 | 1,062             |
| 2013年 | 1,020             |
| 2014年 | 1,086             |
| 2015年 | 1,079             |
| 2016年 | 1,073             |
| 2017年 | 1,098             |
| 2018年 | 1,131             |
| 2019年 | 1,114             |

## 駅周辺
- 信州大学教育学部附属長野中学校[1]
- 信州大学教育学部附属長野小学校[1]
- 信州大学教育学部附属特別支援学校[1]

## 隣の駅
長野電鉄
■長野線
■A特急・■B特急
通過
■普通
朝陽駅 (N8) - 附属中学前駅 (N9) - 柳原駅 (N10)